# گنزا ربا

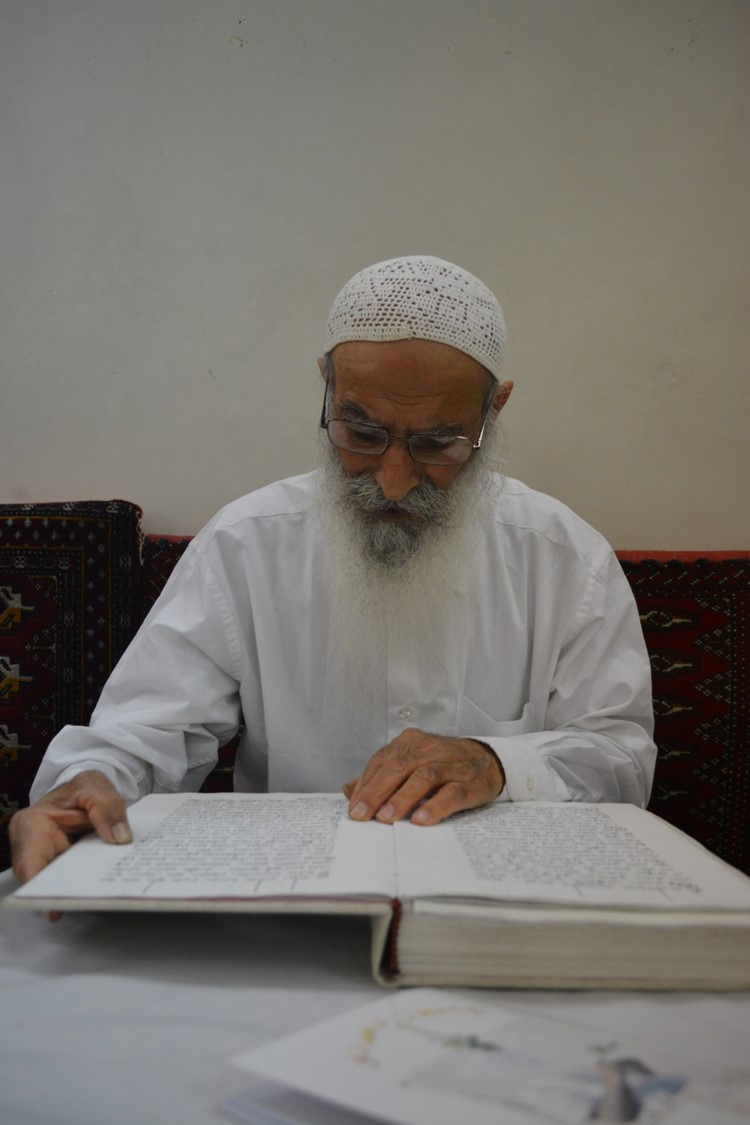
گنزا ربا در اهواز

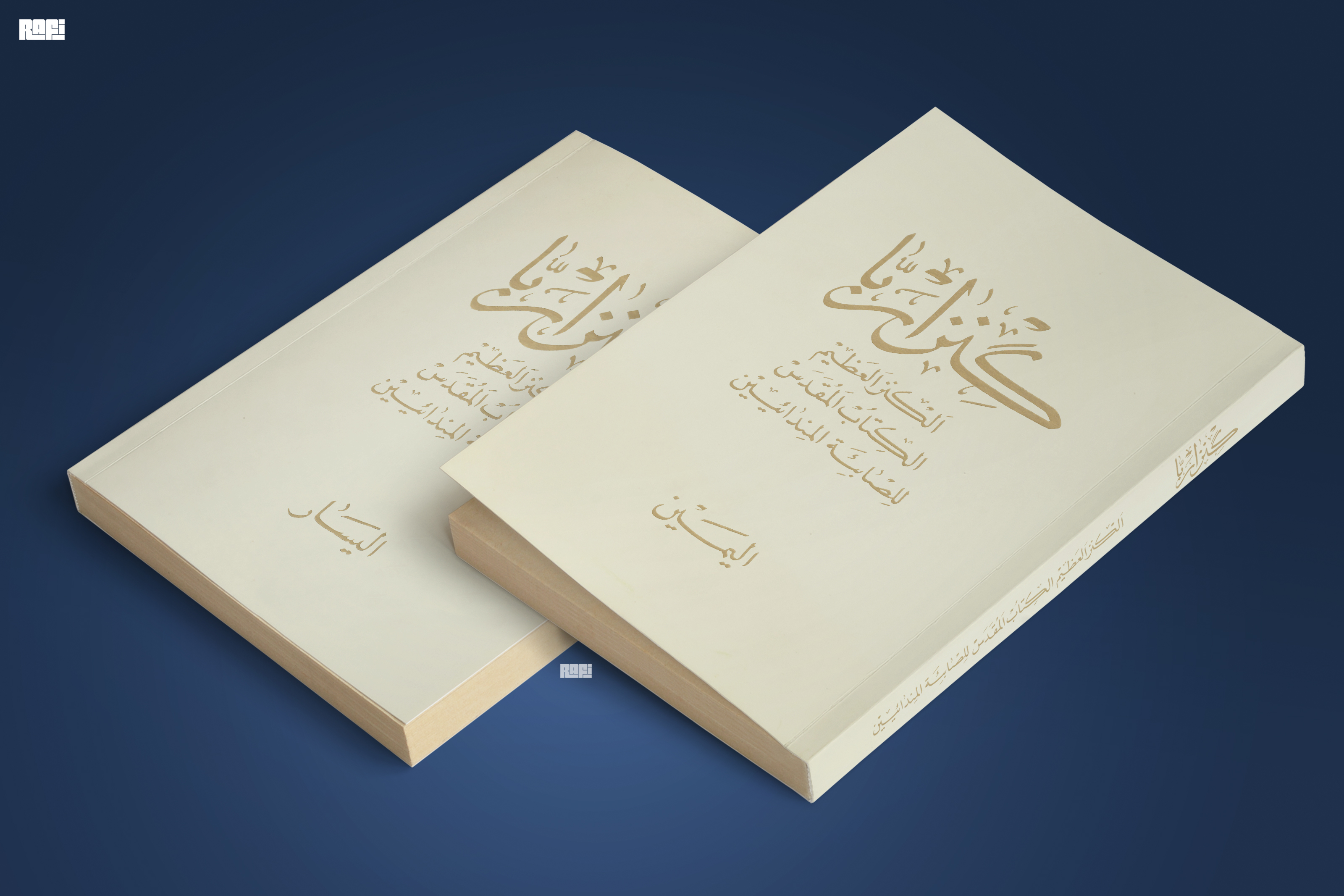
گنزا ربا از عراق

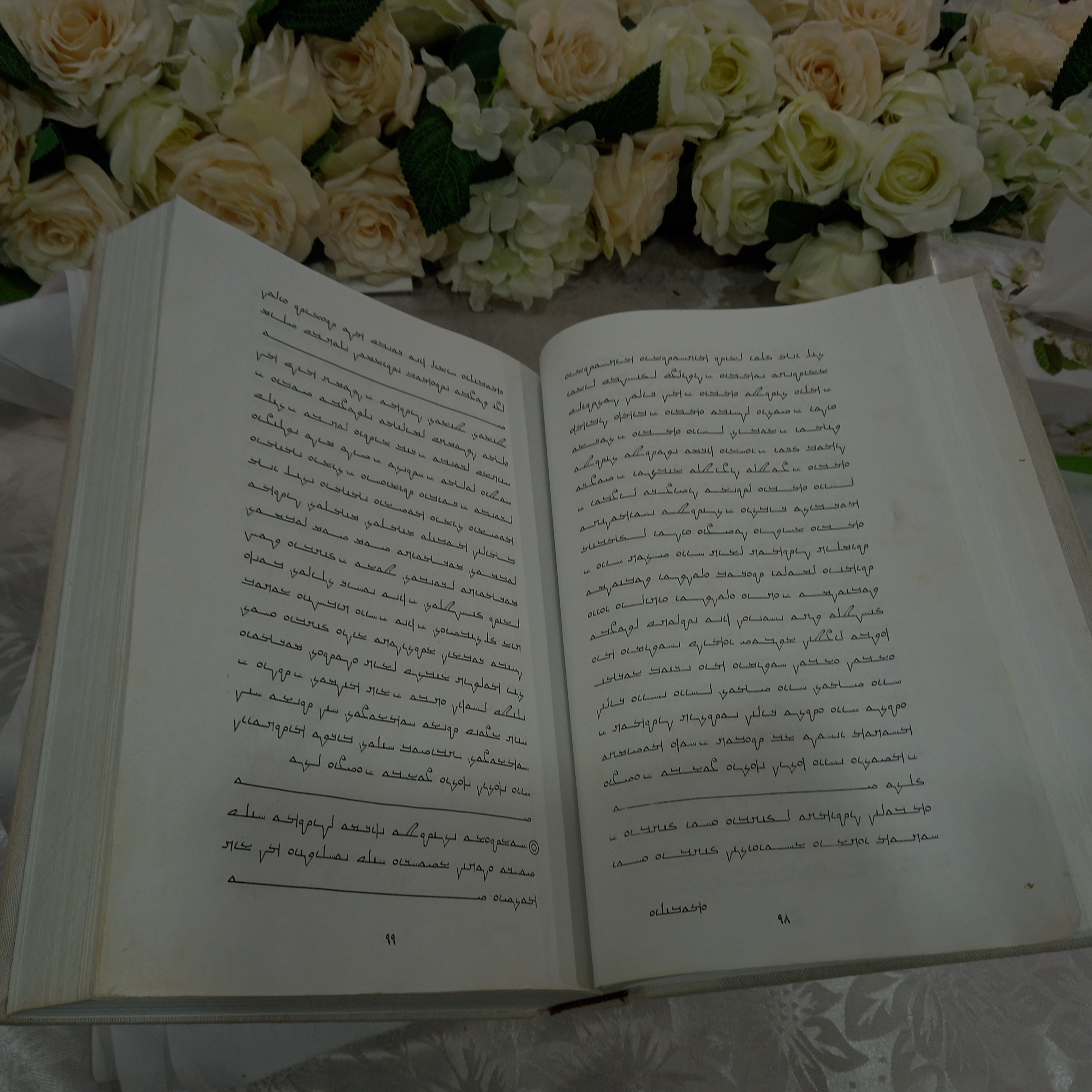
گنزا ربا در استرالیا

گنزا ربا (مندایی: ࡂࡉࡍࡆࡀ ࡓࡁࡀ) یا گینزا ربَّا یا کنزه ربه (در زبان مندایی به‌معنای گنج بزرگ)، یکی از چندین کتب مقدس مذهب مندایی است.
کنزا ربا، ۱۸ کتاب و ۶۲ سرفصل دارد و حدوداً ۷۰۰ صفحه است. این کتاب به صورت دست‌نوشته و شامل دو بخش مجزاست. متن عمودی سمت راست صفحات برای زندگان نگاشته شده و متن کوچکتر سمت چپ صفحات که وارونه (از پایین صفحه به بالا) است، به مردگان پرداخته است. متن سمت راست شامل موضوعات مربوط به آفرینش هستی، دعا و مزمور و قصص است و متن وارونه سمت چپ با روح انسان و صعود آن به قلمرو روشنایی (نور) سروکار دارد.مندائیان معتقدند این کتاب نخستین کلام خداست که پس از آفرینش آدم توسط فرشته‌ای بنام هیبل زیوا ابلاغ شد و تا زمان پیدایش خط سینه به سینه نقل می‌شده‌ است.
این کتاب ترجمه شده است در عراق به زبان انگلیسی توسط دکتر  قیس السعدی و استاد حامد السعدی منتشر شد، تحت نظارت ریاست جامعه مندایی. این کتاب در آلمان چاپ شد و در سال 2012 منتشر شد و با حمایت از مندایی آقای فواد جاسب محیی به مندایی رایگان توزیع شده است.